# Conspiracy of fools
Conspiracy of fools is het achtste studioalbum van Apogee. Apogee bestaat daarbij eigenlijk alleen uit multi-instrumentalist Arne Schäfer. Hij liet zich al eerder begeleiden door drummer Eberhad “Ebi” Graef, die voor zijn eigen partij zorg droeg. De muziek die Schäfer opneemt is al jaren hetzelfde, melodieuze progressieve rock gecombineerd met neoprog, alles uitgevoerd met perfecte instrumentbeheersing. Zijn zwakste punt is en blijft zijn zang in het Engels; het is doorspekt met een Duits accent; een vergelijking met Frank Bornemann van Eloy drong zich meteen op. Een ander bezwaar was dat Schäfer zich bedient van veel tekst, waardoor nummers overvol lijken te zijn; hiermee werd hij vergeleken met The Tangent. Daartegenover staat zijn frequent gebruik van de mellotron en de mening dat het album pas na meerdere keren beluisteren op zijn plaats valt. De tijdsduur van de nummers schommelt al jaren rond de tien minuten, behalve de track Losing gentle control op dit album. Opnamen vonden plaats in Mühlheim am Main, Frankfurt am Main en Offenbach am Main.   

## Musici
- Arne Schäfer – alle muziekinstrumenten
- Eberhard Graef – drumstel

## Muziek
| Nr. | Titel                                 | Duur  |
| --- | ------------------------------------- | ----- |
| 1.  | Conspiracy of fools (Schäfer)         | 13:08 |
| 2.  | Incomprehensible intention (Schäfer)  | 14:15 |
| 3.  | Override our instincts (Schäfer)      | 12:56 |
| 4.  | Losing gentle control (Schäfer)       | 4:58  |
| 5.  | Colors and shades (Schäfer)           | 11:46 |
| 6.  | The whispering from outside (Schäfer) | 12:52 |

Het titelnummer gaat over complottheorieen tegenover het officiële nieuws.